# Watto
Watto a Csillagok háborúja elképzelt univerzumának egyik szereplője.

## Leírása
Watto a toydariak fajába tartozó férfi, ócskás kereskedő a Tatuin bolygón, aki Anakin és Shmi Skywalker második gazdája. Magassága 1,37 méter. Bőrszíne sötétebb szürke, kékes árnyalattal. Szemszíne narancssárga. A kevés szőrzete fekete színű.
Talán a legismertebb toydari.

## Élete
Ez az ócskás kereskedő a toydariak szülőbolygóján, Toydarián született és nőtt fel. Gyermek- és fiatalkorában a Toydarián nagy éhínségek voltak, emiatt a különböző toydari települések folytonosan egymásra támadtak. A fiatal Watto az úgynevezett Ossiki Konföderációs Hadseregébe (Ossiki Confederacy Army) tartozott. Habár túlélte a háborúkat, Watto bal agyara eltört, az egyik lába pedig lebénult. Elvesztve mindent és megsebesülve Watto elhagyja Toydariát és átköltözik Tatuinra, ahol először a dzsavák társaságát élvezi. Megtanulja tőlük a kereskedés művészetét, aztán pedig önálló utat választ. Mos Espában ócskás boltot nyit.
Ahogy gyarapodik gazdasága, tovább terjeszkedik, rabszolgákat szerez be, közülük az első az emberfajba tartozó Amee, később pedig egy fogadáson elnyeri Anakin és anyja, Shmi tulajdonjogát. Felfedezi, hogy a fiatal fiú jól ért a különféle szerkezetek megjavításához, később pedig, hogy ígéretes podracing-versenyző. A Boonta-esti futamokon gyakran fogad. Egy ilyen fogadás alkalmával Anakint elvesztette Qui-Gon Jinn javára, majd évekkel később eladta Shmit Cliegg Larsnak, aki felszabadította a rabszolgaság alól és feleségül vette. Watto számára nagy anyagi veszteség volt Anakin, mint ügyes munkaerő elvesztése, amit soha nem tudott kiheverni. Owen Lars segített apjának, hogy rávegye Wattót Shmi eladására. Évekkel később, amikor Anakin visszatért a Tatuinra, hogy anyját megkeresse, Watto útbaigazította. Watto a Tatuinon maradt még 20 évig és ócskásboltját üzemeltette, majd öregkorában átengedte a boltját az egyik rodiai rabszolgájának, W. Waldnak.

## Megjelenése a filmekben, képregényekben, videójátékokban
Wattót a „Baljós árnyak” című filmben láthatjuk először, de azóta több képregényben, könyvben és videójátékban is kapott szerepet.

## Fordítás
- Ez a szócikk részben vagy egészben a Watto című Wookieepedia-szócikk fordítása. Az eredeti cikk szerkesztőit annak laptörténete sorolja fel.